# Cine Salamanca
El cine Salamanca es un edificio de la ciudad española de Madrid, sito en la calle del Conde de Peñalver nº 8, esquina con la calle de Hermosilla, en el barrio de Salamanca. En origen una sala de cine, ha sido usado en fechas recientes como tienda de ropa. El inmueble de tres plantas es obra del arquitecto Francisco Alonso Martos —que se inspiró en el Teatro Barceló— y se terminó en 1935. Se trata de uno de los exponentes del racionalismo en Madrid. Su fachada tiene forma redondeada de proa de barco, y el interior estaba decorado en colores rojo y oro. La sala contaba con unas 900 butacas.
Al llegar la crisis del cine en la década de 1980 intentó seguir la fórmula empleada por la cadena Windsor y el citado teatro Barceló, y abrió la discoteca Retro. El intento no funcionó, pues como ocurría con el cine se estaba produciendo una fuga de público a establecimientos de la periferia mejor dotados para la demanda del momento, además de tener oposición vecinal.
El 11 de noviembre de 1984 fue utilizado por el Movimiento Católico Español para celebrar su primer capítulo general. Debido a la legislación del Ayuntamiento de Madrid sobre salas de cine, el alquiler para actos de empresas y partidos era una de las pocas alternativas para las salas en crisis.
Fue cerrado en 1987. La cadena de moda C&A lo adquirió para abrir su tienda principal en Madrid, realizando una rehabilitación ejemplar que conserva la distribución del edificio y sus adornos, e incluso simula la antigua pantalla del cine mediante un anuncio que ocupa dicho espacio. Solo desaparecieron las butacas, se añadieron escaleras mecánicas para comunicar las plantas y se pintó todo de un color crema uniforme. La tienda permaneció abierta hasta principios de 2018.
En febrero de 2021 se anunció que el edificio albergaría próximamente otra tienda Primark. Tenía prevista su inauguración a principios de 2023 pero las obras se retrasaron. Ahora es un nuevo Primark (Tienda de low cost) que conserva todos los detalles del antiguo Cine Salamanca. Debido la reforma nueva, la fachada presenta un aire más moderno e imita a la perfección como era antes el antiguo cine.